# Saddle Bluff
Das Saddle Bluff (englisch für Sattelklippe, spanisch Acantilado Montura) ist eine Landspitze im Nordosten von Visokoi Island im Archipel der Südlichen Sandwichinseln. Sie liegt 2,1 km nordwestlich des Irving Point.
Wissenschaftler der britischen Discovery Investigations gaben ihr im Zuge von 1930 durchgeführten Vermessungen ihren deskriptiven Namen.